# Albert Crossley
Pour les articles homonymes, voir Crossley.
Albert « Al » Crossley (parfois faussement appelé Alfred Crossley), né le 6 juillet 1903 à New Bedford, Massachusetts et mort en janvier 1981, est un coureur cycliste américain. Il a commencé sa carrière comme sprinteur, avant de devenir coureur de six jours en 1929.
Au cours de sa carrière, il prit part à 89 courses de six jours, en finissant 78 et en a remporté 10 principalement avec Jimmy Walthour (7 fois), il a terminé deuxième 15 fois et troisième 17 autres. 
Albert Crossley est en 58e position dans le classement historique des coureurs de six jours, derrière Jimmy Walthour . 
Il est intronisé au Temple de la renommée du cyclisme américain en 2015.

## Palmarès
- 1932
  - Six jours de Toronto avec Reginald McNamara
- 1933
  - Six jours de Boston avec Norman Albert Hill
- 1935
  - Six jours de Los Angeles avec  Jimmy Walthour
  - Six jours de Pittsburgh avec Jimmy Walthour et Charly Winter
  - Six jours de Toronto avec Jimmy Walthour
  - Six jours de Toronto avec William Peden
- 1936
  - Six jours de New York avec Jimmy Walthour
- 1938
  - Six jours de Milwaukee avec Jimmy Walthour
  - Six jours de Pittsburgh avec Jimmy Walthour
- 1939
  - Six jours de Cleveland avec Jimmy Walthour